# Damiany (Sainte-Croix)
Pour les articles homonymes, voir Damiany.
Damiany est une localité polonaise de la gmina de Moskorzew, située dans le powiat de Włoszczowa en voïvodie de Sainte-Croix.